# Lungești
Lungeşti é uma comuna romena localizada no distrito de Vâlcea, na região de Oltênia. A comuna possui uma área de 59.58 km² e sua população era de 3484 habitantes segundo o censo de 2007.